# Tranzistorový jev

Poměry v bipolárním tranzistoru NPN s přechodem E–B zapojeném v propustném směru a přechodem B-C zapojeném v závěrném směru.

Tranzistorový jev je průchod proudu přes dvojici přechodů C-B a B-E v bipolárním tranzistoru vyvolaný slabším proudem procházejícím druhým přechodem. Intenzitu proudu přes přechody C-B a B-E lze řídit intenzitou proudu tekoucího přechodem B-E; poměr obou proudů se nazývá proudový zesilovací činitel označovaný symbolem β nebo h21E.

## Příčiny a podmínky
Tok nábojů v bipolárním tranzistoru je způsoben difúzí nosičů náboje přes přechod mezi dvěma oblastmi s rozdílnou koncentrací náboje. Jednotlivé oblasti vodivosti se u bipolárního tranzistoru nazývají emitor (E), báze (B) a kolektor (C, případně K). U diskrétních tranzistorů je ke každé z oblastí připojen drátový vývod. Emitor je obvykle dopován o několik řádů více než další dvě oblasti, báze poněkud více než kolektor, takže koncentrace majoritních nosičů náboje v kolektoru a bázi je přibližně stejná. Bipolární tranzistor je navržen tak, že kolektorový proud je způsoben tokem nábojů vstřikovaných z emitoru s vysokou koncentrací náboje do báze, kde jsou minoritními nosiči, které difundují ke kolektoru. Proto se bipolární tranzistory považují za prvky s minoritními nosiči.
Podle způsobu dopování každé ze tří oblastí tranzistoru rozlišujeme dva typy vodivosti bipolárních tranzistorů: NPN a PNP. Tranzistory NPN obsahují dva polovodičové přechody, které sdílí tenkou anodovou oblast s vodivostí typu P; tranzistory PNP obsahují dva polovodičové přechody, které sdílí tenkou katodovou oblast s vodivostí typu N.
V obvyklém funkčním režimu je přechod báze-emitor pólován v propustném směru, což znamená, že oblast P má kladnější potenciál než oblast N. Přechod báze-kolektor je pólován v závěrném směru. U tranzistoru typu NPN je na bázi vyšší napětí než na emitoru a na kolektoru ještě vyšší napětí než na bázi. Za těchto podmínek je narušena rovnováha mezi tepelně generovanými nosiči náboje a odpudivým elektrickým polem ochuzené oblasti emitoru s vodivostí N. To umožňuje vstřikování tepelně generovaných nosičů z emitoru do oblasti báze. Tyto elektrony difundují skrz bázi z oblasti s vysokou koncentrací nosičů u emitoru do oblasti s nízkou koncentrací u kolektoru. Elektrony v bázi se nazývají minoritní nosiče, protože báze je má vodivost typu P, díky čemuž jsou majoritním nosičem v bázi díry.
Aby se minimalizoval podíl nosičů, které se rekombinují v bázi než dosáhnou přechodu báze-kolektor, musí být oblast báze dostatečně tenká, aby přes ni nosiče difundovaly v mnohem kratším čase než je doba života minoritních nosičů. Tloušťka báze musí být mnohem menší než difuzní délka elektronů. Přechod kolektor-báze je pólován v závěrném směru, takže málo elektronů je vstřikováno z kolektoru do báze, naopak elektrony, které které difundují bází ke kolektoru jsou přitahovány ke kolektoru elektrickým polem v ochuzené oblasti přechodu kolektor-báze. Pro funkci tranzistoru je nutné, aby báze byla tenká a sdílená oběma přechody a aby úroveň dopování emitoru byla vyšší než kolektoru, proto tranzistor nelze nahradit dvěma diodami.